# Jamaica Center-Parsons/Archer
Jamaica Center-Parsons/Archer è una stazione della metropolitana di New York, capolinea nord della linea Archer Avenue. Nel 2019 è stata utilizzata da 10 010 419 passeggeri. È servita dalle linee E e J, attive 24 ore su 24, e dalla linea Z, attiva solo nell'ora di punta del mattino in direzione Manhattan e nell'ora di punta del pomeriggio in direzione Queens.

## Storia
La stazione fu aperta l'11 dicembre 1988, insieme al resto della linea Archer Avenue.

## Strutture e impianti
La stazione è sotterranea, ha tre livelli ed è posta al di sotto di Archer Avenue. Il livello inferiore (BMT, usato dalle linee J e Z) e quello intermedio (IND, usato dalla linea E) hanno entrambi una banchina ad isola e due binari, quello superiore funge da mezzanino e ospita le scale e gli ascensori per accedere alle banchine, i tornelli e le uscite per il piano stradale, due scale e un ascensore portano all'incrocio con Parsons Boulevard, due scale a quello con 153rd Street e una scala a quello con 158th Street.

## Interscambi
Vicino alla stazione sorge il Jamaica Center Bus Terminal, servito da numerose linee gestite da MTA Bus e NYCT Bus.
- Fermata autobus